# Ace of Base
Ace of Base var en svensk dance-/popgruppe dannet i Göteborg i 1990 af de tre søskende Malin (vokal), Jenny (vokal) og Jonas Berggren (programmering), samt kammeraten Ulf Ekberg (recitativ, programmering).
Langt den største del af gruppens materiale blev skrevet af Jonas Berggren og Ulf Ekberg. De tre søskende, der kommer fra et hjem med stor interesse for musik, havde arbejdet med musik siden midten af 1980'erne. Malin og Jenny havde blandt andet sunget i kirkekor og begge havde modtaget undervisning i klassisk musik. Oprindeligt hed gruppen Tech Noir, men ændrede stil fra egentlig techno til dance med lån fra pop, reggae, jazz og funk.
Med et demobånd indspillet i John Ballards Tuff Studio i Göteborg, fik Ace Of Base kontrakt med Mega Records i Danmark i 1992. Gruppen singledebuterede med Wheel Of Fortune, der blev et radiohit i Danmark og Norge – og senere Sverige. Et egentligt skandinavisk gennembrud kom med deres anden single, "All That She Wants", produceret af Denniz Pop.
Via Metronome Records i Hamborg – og MTV – begyndte de også at få et europæisk publikum, bl.a. i Frankrig, Tyskland, Østrig, Schweiz og England. Debutalbummet Happy Nation fra 1992 blev et internationalt hit. Gruppens melodiske eurodisco var lige populært på radioen og i klubberne. I USA og Japan skrev gruppen kontrakt med Arista Records, og albummet blev relanceret under navnet The Sign. Det blev til tre amerikanske top 10-singler – "All That She Wants", "Don't Turn Around" samt "The Sign", som i seks uger lå nummer et.
Ace of Base solgte over 8 millioner albummer alene i USA i løbet af 1994, og blev nomineret til Grammy Awards, inklusive bedste nye kunstner. I foråret 1995 var "All That She Wants" fortsat på de amerikanske singlehitlister. I Europa var "Living In Danger" et hit i vinteren 1994-95. 
Det andet album, The Bridge, udkom i efteråret 1995, og selv om det opnåede platinstatus i løbet af et halvt år, blev det aldrig en lige så stor succes som The Sign. I 1998 fulgte albummet Flowers, relanceret i USA som Cruel Summer.
Gruppens image som teenageidoler blev i begyndelsen af 1993 kortvarigt forstyrret efter oplysningerne om, at Ulf Ekberg som teenager havde haft tilknytning til svenske højreradikale skinheads. Gruppens tekster og hele attitude viste dog et andet, antiracistisk udtryk, og Ekberg tog offentligt afstand fra sin fortid.
I april 1994 blev Jenny Berggren overfaldet i sit hjem i Göteborg af en sindsforvirret, tysk kvindelig fan. Jennys mor, Birgitta Wennerberg-Berggren, blev såret i hånden med en kniv.
Jonas Berggren stod i 1994 bag Göteborg-pop-/danceduoen Yaki-Da med Marie Knutsen og Linda Schönberg i forgrunden.

## Diskografi
- Happy Nation / The Sign (1992/1993)
- The Bridge (1995)
- Flowers / Cruel Summer (1998)
- Da Capo (2002)
- The Golden Ratio (2010)